# RC Arbaâ
Raed Club Arbaâ (em árabe : أمل الأربعاء ), conhecido como RC Arbaâ ou simplesmente RCA , é um clube de futebol argelino localizado em Larbaâ . O clube foi fundado em 1941 e suas cores são azuis e brancas. O seu estádio, o Stade Ismaïl Makhlouf , tem capacidade para cerca de 5.000 espectadores. O clube está jogando atualmente na Liga Profissional 2 da  Argélia .
O clube estreou na primeira divisão argelina na temporada de 2013-14.